# Емелія Прокопик
Емелія Прокопик ЧСВВ (хресне ім'я Мілдред, англ. Emelia Mildred Prokopik; 11 травня 1920, Арнольд, Вестморленд, Пенсільванія, США — 17 грудня 2015, Фокс Чейс, Пенсільванія, США) — українська монахиня василіянка, педагог, архимандриня Чину сестер святого Василія Великого (1971—1983).

## Життєпис
Народилася у м. Арнольд, штат Пенсильванія в сім'ї українських емігрантів. Мала семеро братів і сестер. 13 липня 1936 року вступила до Чину св. Василія Великого. 27 серпня 1939 року склала перші обіти, а 28 серпня 1945 року — вічні чернечі обіти на руки Преосвященного Констянтина Богачевського.
Вступивши до Чину, с. Емелія закінчила середню освіту в Академії св. Василія Великого. У Католицькому університеті у Вашингтоні, округ Колумбія, здобула бакалаврат з латинської філології, а ступінь магістра у цій же галузі — в Університеті Вілланова. Докторське навчання у галузі шкільної адміністрації с. Емелія закінчила у Фордгемському університеті.
Виконувала численні функції та займала високі уряди. Була директором Академії св. Василія Великого, школи св. Миколая в Чикаго, школи та академії св. Юрія в Нью-Йорку, школи Непорочного Зачаття в Гемтремк, штат Мічиган, виконувала функції декана у Менор Коледжі.
Згодом с. Емелія займала уряд провінційної дорадниці, Генеральної настоятельки (архимандрині), Генеральної дорадниці. 1971 року с. Емелію було обрано Генеральною настоятелькою в Римі. Впродовж своєї каденції, що тривала до 1983 року, відвідувала монастирі сестер василіянок в усьому світі. У 1983—1989 роках виконувала функції Генеральної дорадниці в Римі. У цей час сумлінно та віддано працювала над утриманням контакту із сестрами василіянками за «залізною завісою». Коли ж врешті настало її падіння, с. Емелію призначено спеціальною делегаткою до василіянської провінції в Україні.
Після повернення до США у 1995 році отримала призначення на промотора беатифікаційного процесу митрополита Андрея Шептицького. Написала книгу «Keepers of the Flame» («Берегині полум'я»), яка розповідає про історію монахинь василіянок в Америці у період 1911—2001 рр.
Померла 17 грудня 2015 року в Фокс Чейс.